# Komoren-Franc
Der Komoren-Franc (französisch Franc Comorien) ist die Währung der Komoren. Der ISO-4217-Code ist KMF. Er ist in 100 Centimes unterteilt, es existieren jedoch keine Centime-Münzen. Der Komoren-Franc ist an den Euro gekoppelt (1 EUR = 491,96775 KMF).

## Geschichte
Auf den Komoren wurde während der französischen Kolonialherrschaft zunächst der Französische Franc und ab 1948 der Franc Malagasy verwendet. Im Jahre 1950 entstand die Banque de Madagascar et des Comores als gemeinsame Zentralbank für Madagaskar und die Komoren. Als Madagaskar im Juni 1960 in die Unabhängigkeit entlassen wurde, verblieben die Komoren zunächst weiterhin bei Frankreich. Ab dem 1. April 1962 wurden die bis dahin verwendeten gemeinsamen Banknoten auf den Komoren mit einem roten Aufdruck COMORES versehen. Diese Banknoten existierten in den Wertstufen 50, 100, 500, 1000 und 5000 Francs, daneben gab es ab 1964 auch Münzen zu 1, 2, 5, 10 und 20 Francs.

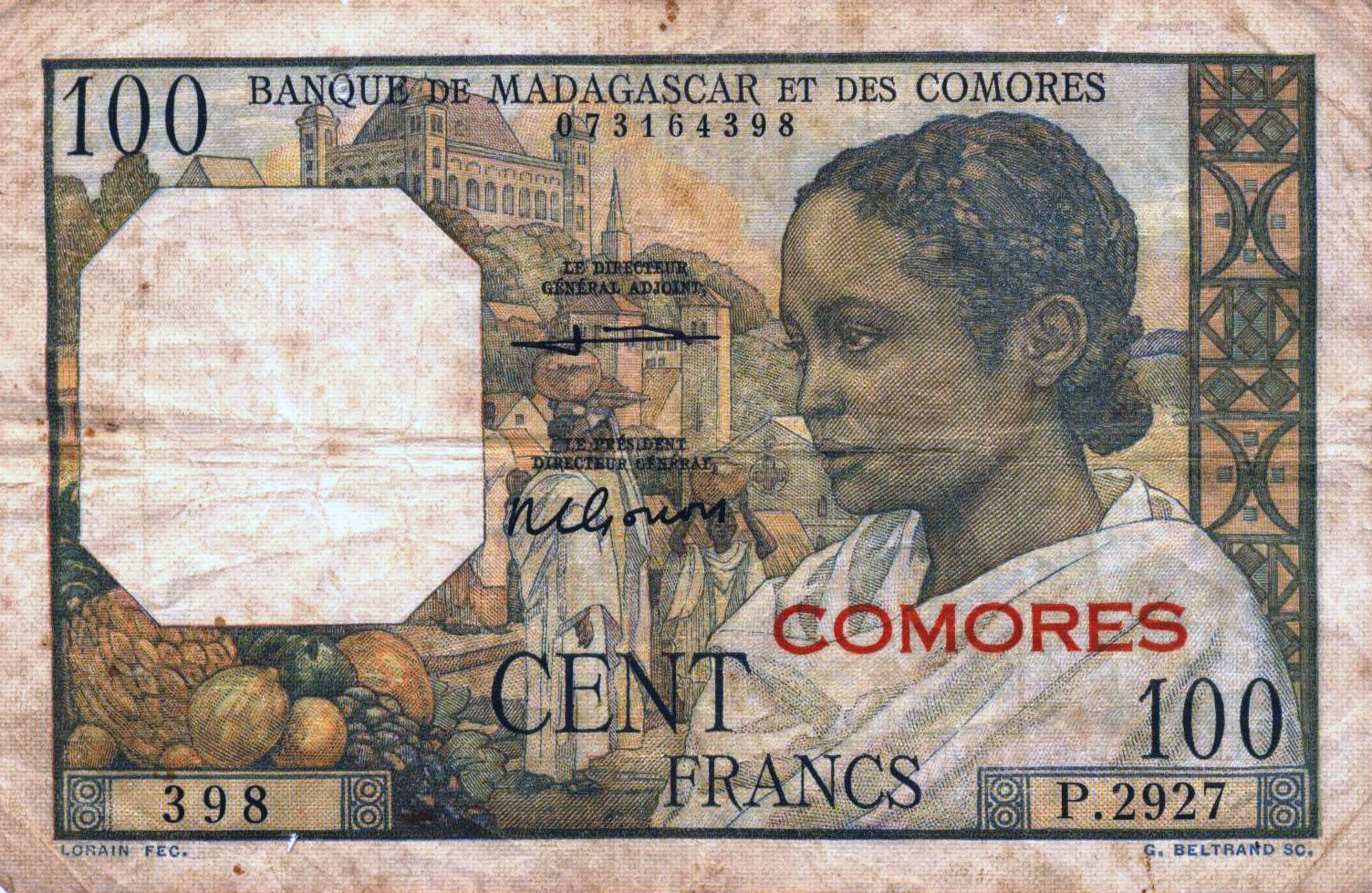
100 Francs von 1962 mit rotem Aufdruck COMORES

Die Aufdruckprovisorien wurden erst 1976 nach der Unabhängigkeit der Komoren durch neue Banknoten ersetzt, die vom Institut d'Emission des Comores herausgegeben wurden. 1984 übernahm die neu geschaffene Banque Central des Comores die Ausgabe der Banknoten, die in Frankreich hergestellt werden. Der Komoren-Franc war bei seiner Einführung 1962 im Verhältnis von 50 KMF = 1 FRF an den französischen Franc gebunden. 1994 wurde er abgewertet und der Tauschkurs auf 75 KMF = 1 FRF gesetzt. Bei der Einführung des Euros wurde der Komoren-Franc bei gleich bleibendem Wert an die neue Währung gekoppelt, was einen Kurs von 1 EUR = 491,96775 KMF ergibt.